# Sekou Doumbouya
Sekou Oumar Doumbouya (Conakry, 23 dicembre 2000) è un cestista guineano con cittadinanza francese.

## Carriera
È stato scelto dai Detroit Pistons come 15ª scelta assoluta nel Draft NBA 2019.